# O Encontro (curta-metragem)
O Encontro é um curta-metragem de 2002, dirigido por Marcos Jorge e produzido por ele e Cláudia da Natividade.
É uma comédia musical cujo argumento é a dificuldade de relacionamento entre homem e mulher, é falado numa língua inventada e utiliza, para fins cômicos, a ilusão de continuidade propiciada pela montagem.

## Sinopse
O Encontro é uma comédia musical cujo argumento são as dificuldades de relacionamento entre homem e mulher, mas, bem mais do que isso, é um filme sobre o Cinema. E não só porque trava um acirrado diálogo com ícones e imagens-símbolo da história do cinema, mas sobretudo porque, ao utilizar de modo original a continuidade, eleva a própria ‘linguagem cinematográfica’ à categoria de personagem, de protagonista da ação. O filme é falado numa língua inventada – denominada "cinemês" – em que todas as palavras são nomes ou sobrenomes de pessoas ou personagens ligados à história do cinema (mas as cenas vividas pelos personagens são construídas de tal forma que resultam perfeitamente compreensíveis e não precisam ser legendadas).

## Elenco
- Lui Strassburger
- Malu Bierrenbach

## Festivais e Prêmios[2]
- 6°. Festival de Cinema, Vídeo e Dcine de Curitiba – 2002

Melhor Filme (por unanimidade do júri), Prêmio do Público, Prêmio da Crítica, Melhor Filme de Ficção, Melhor Ator, Melhor Montagem, Prêmio de Melhor Filme pela Associação de Cinema
- 30°. Festival de Gramado – Cinema Brasileiro e Latino – 2002

Melhor Ator, Melhor Atriz, Melhor Fotografia
- 13°. Festival Internacional de Curtas-metragens de São Paulo – 2002

Eleito um dos favoritos do público
- Festival Primeiro Plano – Festival de Cinema de Juiz de Fora – 2002

Melhor Ator
- 1o. Festival de Cinema de Paraty – 2002

Melhor Filme, Melhor Direção, Melhor Ator, Melhor Atriz, Melhor Fotografia.
- 10°. Festival de Cinema e Vídeo de Cuiabá – 2003

Melhor Direção de Arte, Melhor Ator
- 26°. Festival Guarnicê de Cinema – São Luís do Maranhão – 2003

Melhor Trilha Sonora, Melhor Fotografia
- 26a. Mostra BR de Cinema – Mostra Internacional de Cinema de São Paulo - 2002
- 35°. Festival de Brasília do Cinema Brasileiro – 2002
- 2°. Goiânia Mostra Curtas - 2002
- 6a. Mostra de Cinema de Tiradentes – 2003
- 7°. Florianópolis Audiovisual Mercosul (FAM) - 2003
- 3°. Festival Luso-brasileiro de Curtas-metragens de Sergipe – 2003

Seleção Oficial
- 7th Brazilian Film Festival of Miami- EUA – 2003
- 31°. Festival de Cine de Huesca – Espanha – 2003
- Los Angeles International Short Film Festival - 2003

Seleção Oficial